# Laitila
Laitila este o comună din Finlanda.